# تود ويد
تود ويد (بالإنجليزية: Todd Wade)‏ هو لاعب كرة قدم أمريكية أمريكي، ولد في 30 أكتوبر 1976 في غرينوود في الولايات المتحدة.

## وصلات خارجية
- تود ويد على موقع مرجع كرة القدم المحترفة.كوم (الإنجليزية)